# Mexico op de Olympische Zomerspelen 1924
Mexico nam deel aan de Olympische Zomerspelen 1924 in Parijs, Frankrijk. Er werden geen medailles gewonnen.

## Deelnemers en resultaten
(m) = mannen, (v) = vrouwen 

### Atletiek
| Olympiër                                                                         | Discipline             | Resultaat | Prestatie                      |
| -------------------------------------------------------------------------------- | ---------------------- | --------- | ------------------------------ |
| Mariano Aguilar                                                                  | 100m (m)               | series    | serie 1: 4de                   |
| Herminio Ahumada                                                                 | 100m (m)               | series    | serie 11: 6de                  |
| Mariano Aguilar                                                                  | 200m (m)               | series    | serie 13: 5de                  |
| Herminio Ahumada                                                                 | 200m (m)               | series    | serie 3: 4de                   |
| Carlos Garces                                                                    | 200m (m)               | series    | serie 2: 3de                   |
| José Martínez                                                                    | 200m (m)               | series    | serie 9: 3de                   |
| Guillermo Amparan                                                                | 400m (m)               | series    | serie 8: 4de in 52,0           |
| Juan Escutia                                                                     | 400m (m)               | series    | serie 9: 5de                   |
| Carlos Garces                                                                    | 400m (m)               | series    | serie 10: 3de in 51,0          |
| José Martínez                                                                    | 400m (m)               | series    | serie 11: 4de                  |
| Guillermo Amparan                                                                | 800m (m)               | series    | serie 8: 5de                   |
| José Francisco Cuevas                                                            | 800m (m)               | DNS       | niet gestart                   |
| Juan Escutia                                                                     | 800m (m)               | series    | serie 2: 7de                   |
| Guillermo Amparan                                                                | 1500m (m)              | DNS       | niet gestart                   |
| Pedro Curiel                                                                     | 1500m (m)              | DNS       | niet gestart                   |
| Juan Escutia                                                                     | 1500m (m)              | DNS       | niet gestart                   |
| Daniel Eslava                                                                    | 1500m (m)              | series    | serie 3: 7de                   |
| Pedro Curiel                                                                     | 5000m (m)              | series    | serie 3: 12de                  |
| Daniel Eslava                                                                    | 5000m (m)              | series    | serie 1: 13de                  |
| José Francisco Cuevas                                                            | 10000m (m)             | DNS       | niet gestart                   |
| Pedro Curiel                                                                     | 10000m (m)             | DNF       | niet gefinisht                 |
| Francisco Contreras                                                              | 110m horden (m)        | series    | serie 8: 5de                   |
| José Francisco Cuevas                                                            | 3000m steeplechase (m) | DNS       | niet gestart                   |
| Pedro Curiel                                                                     | 3000m steeplechase (m) | DNS       | niet gestart                   |
| Juan Escutia                                                                     | 3000m steeplechase (m) | DNS       | niet gestart                   |
| Daniel Eslava                                                                    | 3000m steeplechase (m) | DNS       | niet gestart                   |
| Herminio Ahumada Mariano Aguilar Francisco Contreras Carlos Garces José Martínez | 4x100m (m)             | DNS       | niet gestart                   |
| Herminio Ahumada Guillermo Amparan Juan Escutia Carlos Garces José Martínez      | 4x400m (m)             | DNS       | niet gestart                   |
| Francisco Contreras                                                              | 10km snelwandelen (m)  | DNF       | niet gefinisht                 |
| José Francisco Cuevas                                                            | veldlopen (m)          | DNS       | niet gestart                   |
| Pedro Curiel                                                                     | veldlopen (m)          | DNS       | niet gestart                   |
| Juan Escutia                                                                     | veldlopen (m)          | DNS       | niet gestart                   |
| Daniel Eslava                                                                    | veldlopen (m)          | DNS       | niet gestart                   |
| José Francisco Cuevas Pedro Curiel Juan Escutia Daniel Eslava                    | veldlopen team (m)     | DNS       | niet gestart                   |
| José Francisco Cuevas Pedro Curiel Juan Escutia Daniel Eslava                    | 3000m team (m)         | DNS       | niet gestart                   |
| Francisco Contreras                                                              | verspringen (m)        | 28e       | kwalificatie: 28ste met 5,735m |
| Alfonso Stoopen                                                                  | verspringen (m)        | 32e       | kwalificatie: 32ste met 5,480m |
| Alfonso Stoopen                                                                  | hoogspringen (m)       | DNS       | kwalificatie: niet gestart     |
| Jesús Aguirre                                                                    | kogelstoten (m)        | 27e       | kwalificatie: 27ste met 9,47m  |
| Jesús Aguirre                                                                    | discuswerpen (m)       | DNS       | kwalificatie: niet gestart     |

### Schietsport
| Olympiër        | Discipline              | Resultaat | Prestatie  |
| --------------- | ----------------------- | --------- | ---------- |
| Manuel Solis    | 50m geweer liggend (m)  | 64e       | 353 punten |
| Tirso Hernández | 25m snelvuurpistool (m) | 30e       | 15 punten  |
| Manuel Solis    | 25m snelvuurpistool (m) | 9e        | 17 punten  |

### Tennis
| Olympiër                        | Discipline     | Resultaat | Prestatie                                                                        |
| ------------------------------- | -------------- | --------- | -------------------------------------------------------------------------------- |
| Felipe del Canto                | enkelspel (m)  | 65e       | 1ste ronde: V van ROU Lupu: 4-6, 3-6, 4-6                                        |
| Mariano Lozano                  | enkelspel (m)  | 65e       | 1ste ronde: V van DEN Bache: 6-2, 6-8, 7-9, 4-6                                  |
| Felipe del Canto Mariano Lozano | dubbelspel (m) | 33e       | 1ste ronde: vrij 2de ronde: V van GRE Papadopoulos/Zerlendis: 2-6, 3-6, 6-4, 2-6 |

Argentinië · Australië · België · Brazilië · Brits-Indië · Bulgarije · Canada · Chili · Cuba · Denemarken · Ecuador · Egypte · Estland · Filipijnen · Finland · Frankrijk · Griekenland · Groot-Brittannië · Haïti · Hongarije · Ierland · Italië · Japan · Joegoslavië · Letland · Litouwen · Luxemburg · Mexico · Monaco · Nederland · Nieuw-Zeeland · Noorwegen · Oostenrijk · Polen · Portugal · Roemenië · Spanje · Tsjecho-Slowakije · Turkije · Uruguay · Verenigde Staten · Zuid-Afrika · Zweden · Zwitserland